# ヒナギク

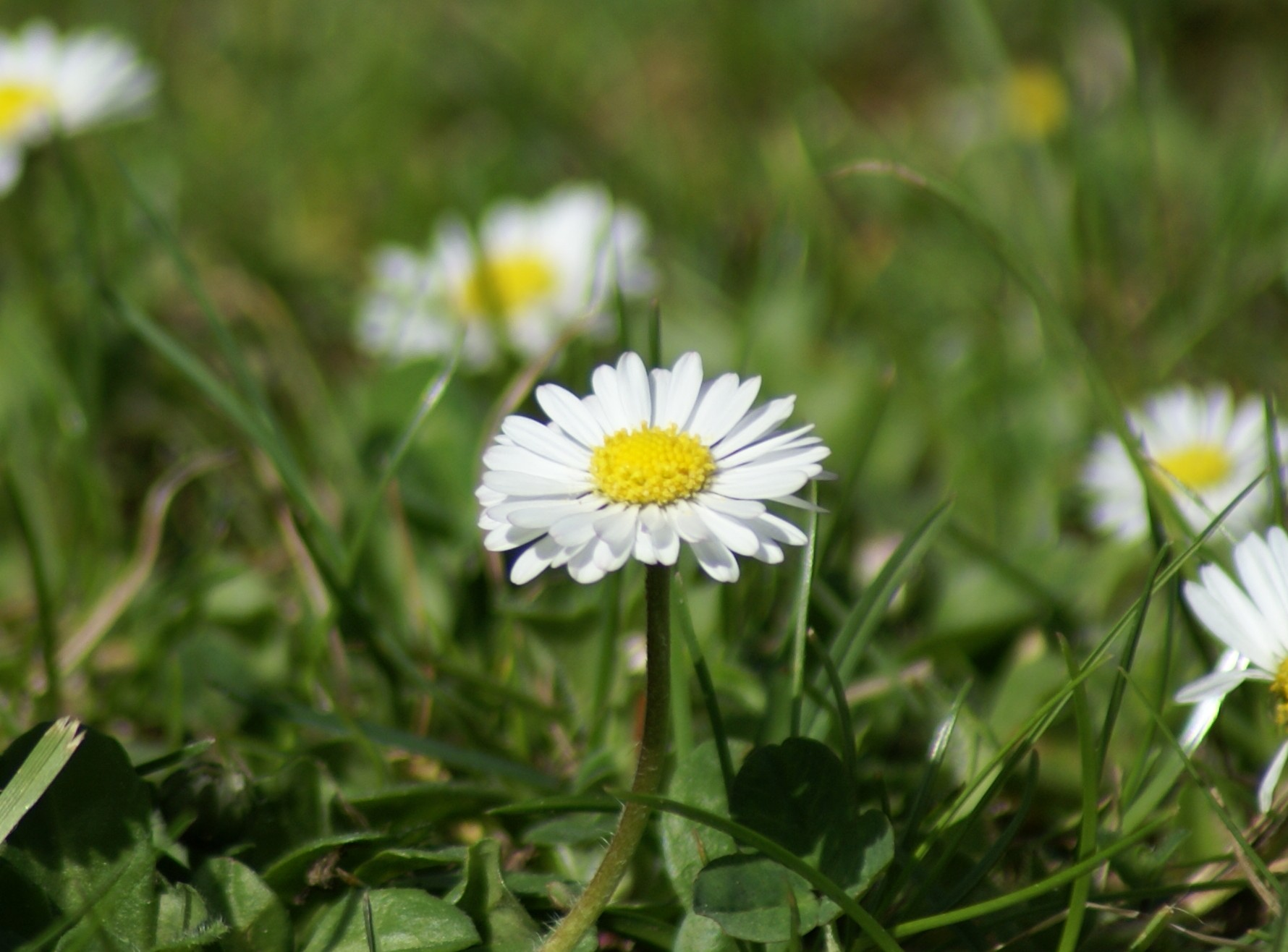
ヒナギク

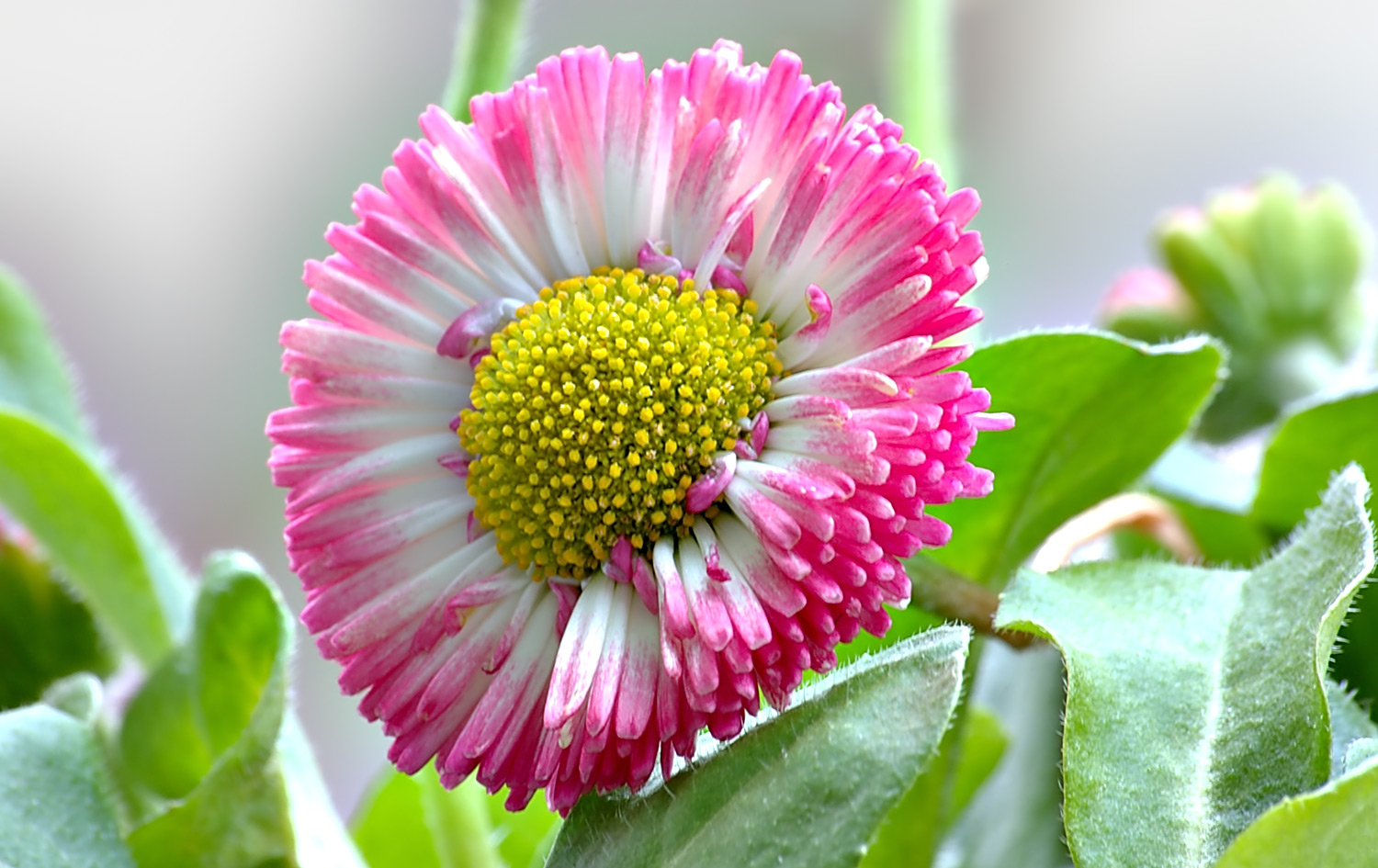
ヒナギク

ヒナギク（雛菊、学名：Bellis perennis）は、キク科の多年草（日本では一年草扱い。）。別名はデージー、デイジー、チョウメイギク（長命菊）、エンメイギク（延命菊）。園芸植物として栽培される。イタリアの国花。

## 分布
原産地はヨーロッパで、原種は芝生の雑草扱いされている。北アメリカ・アジア・アオセアニアに外来種として広く帰化している。
日本には明治時代初期に渡来し、北海道や本州、四国の一部などの冷涼な地域を中心に定着している。

## 特徴
多年草であり、学名の種小名 perennis も「多年生の」という意味であるが、日本では夏が暑くて越夏できないことが多い。このため、通常は秋蒔きの一年草として扱う。寒冷地で越夏できるようであれば、株分けで繁殖させることができる。開花期は春で、舌状花が平弁咲きのものと管弁咲きの種類がある。
草丈は10 - 20cmくらい。葉は根生葉（ロゼット）で、長さ5cmくらいのへら形で鋸歯があり、薄く毛が生えている。花は、市販品は11月頃から店頭に出回るが、露地で栽培した場合は3月から5月に咲き、花径は2cmくらいの小輪多花性種から、10cm近い大輪種まである。半八重または八重咲きで、舌状花は平弁のものと管弁のものがある。花の色は赤・白・ピンクと絞りがあり、黄色い管状花とのコントラストが美しい。

## 栽培
8月に種蒔きをすると年内に開花するが、発芽には涼温が必要なため、9月に蒔くのが一般的。種はとても細かいので、浅鉢に蒔き、覆土はかなり薄めにして、受け皿から吸水させる。

## 名前にデージーの付く植物
名前にデージーの付く植物が以下のようにいくつかあり、ヒナギクと紛らわしいので注意を要する。また、ヒナギクのことをコモンデージーということも稀にある。
- グロリオサデージー（キク科オオハンゴンソウ属（ルドベキア属）、学名：Rudbeckia hirta）
- ブルーデージー（キク科フェリキア属、学名：Felicia amelloides）
- ユリオプスデージー（キク科ユリオプス属、学名：Euryops pectinatus）
- シャスタ・デイジー（キク科キク属、学名：Chrysanthemum × burbankii）
- リビングストンデージー（ハマミズナ科（ツルナ科）、学名：Dorotheanthus bellidiformis）
- カリフォルニア・デイジー（キク科ライア属、学名：Layia platyglossa、別名：ライア・エレガンス）